# イ・チェヨン (バレーボール)
- イ・チェヨン
- イ・ジェヨン[1][2][3]

イ・チェヨン（ハングル: 이재영、ラテン翻記:Lee Jae-young、漢字表記:李在英、1996年10月15日 - ）は、大韓民国の女子バレーボール選手。元大韓民国代表。

## 来歴
全羅北道全州市出身。実父は陸上競技（ハンマー投）韓国元代表の李周烔 であり、実母はソウルオリンピック代表セッターの金慶熙 というサラブレッド家系。少女期から注目を集め、2012年からジュニア代表入り、2013年からはシニア代表入りを果たし、アジア競技大会金メダルやAVCカップ銀メダルなどを獲得した。
2014年9月12日に行われた韓国Vリーグドラフト会議において、1巡目トップで興国生命ピンクスパイダーズに指名されて入団が決定した。なお、2番目の指名は実妹のイ・ダヨンだった。
2015年4月、2014/15Vリーグの新人賞に輝いた。
しかし2021年2月、中学生時代に妹のダヨンとともに暴力事件を起こしていたことが被害者と名乗る人物からの告発で判明した。2021年2月15日、韓国バレーボール協会はイ・チェヨンに対し、代表活動無期限禁止を、所属チームの興国生命も無期限の出場停止を発表した。
国内での活動が難しくなった姉妹は、同年ギリシャのPAOKテッサロニキに加入したが、チェヨンは膝の故障でシーズン途中で離脱。2022年以降はプレーせず、2024年に事実上引退を表明した。
2025年7月、SVリーグのヴィクトリーナ姫路に入団し現役復帰。

## 人物
- 同じく元代表選手のイ・ダヨンは双子の妹である。
- 弟のイ・ジェヒョンは2024年から天安現代キャピタル・スカイウォーカーズに所属している。
- イ・チェヨンとして知られるが、ハングルの転写はイ・ジェヨンであるため、転写通りの表記も見られる[15]。

## 球歴
- 四大大会
  - 2015 ワールドカップ - (6位）
  - 2016 オリンピック - (5位）
  - 2017 ワールドグランドチャンピオンズカップ - (6位）
  - 2018 世界選手権 - (17位）
- その他大会
  - 2012 アジアジュニア選手権 - (5位）
  - 2014 アジアジュニア選手権 - (銅メダル）
  - 2013 アジア選手権 - (銅メダル）
  - 2014 ワールドグランプリ - (8位）
  - 2014 AVCカップ - (銀メダル）
  - 2014 アジア競技大会 - (金メダル）
  - 2015 アジア選手権 - (銀メダル）
  - 2016 オリンピック・女子世界最終予選兼アジア予選 - (4位)
  - 2017 世界選手権アジア・オセアニア最終予選 - (1位)
  - 2018 ネーションズリーグ - (12位)
  - 2018 アジア競技大会 - (銅メダル）

## 所属チーム
- 瓊海女子中学校
- 善明女子高等学校
- 興国生命ピンクスパイダーズ（2014-2021年）
- PAOKテッサロニキ（2021-2022年）
- ヴィクトリーナ姫路（2025年-）

## 受賞歴
- 2014年 - 第17回アジアジュニア選手権ベストアウトサイドヒッター賞[16]
- 2014-2015 Vリーグ 新人賞
- 2014-2015 Vリーグ レギュラーラウンド（第6ラウンド）MVP
- 2015-2016 Vリーグ レギュラーラウンド（第1ラウンド）MVP
- 2015-2016 Vリーグ レギュラーラウンド ベスト7賞
- 2016-2017 Vリーグ レギュラーラウンド（第2ラウンド）MVP
- 2016-2017 Vリーグ レギュラーラウンド ベスト7賞
- 2016-2017 Vリーグ レギュラーラウンド MVP
- 2017-2018 Vリーグ レギュラーラウンド ベスト7賞
- 2018-2019 Vリーグ レギュラーラウンド（第3ラウンド）MVP
- 2018-2019 Vリーグ レギュラーラウンド（第6ラウンド）MVP
- 2018-2019 Vリーグ レギュラーラウンド ベスト7賞
- 2018-2019 Vリーグ レギュラーラウンド MVP
- 2018-2019 Vリーグ チャンピオン決定戦 MVP
- 2019-2020 Vリーグ レギュラーラウンド ベスト7賞